# Teuchophorus longicauda
Teuchophorus longicauda är en tvåvingeart som först beskrevs av Grichanov 2000.  Teuchophorus longicauda ingår i släktet Teuchophorus och familjen styltflugor.
Artens utbredningsområde är Kongo. Inga underarter finns listade i Catalogue of Life.